# Ophiocnida scabriuscula
Ophiocnida scabriuscula is een slangster uit de familie Amphiuridae. De wetenschappelijke naam van de soort werd in 1859 gepubliceerd door Christian Frederik Lütken.